# 함평로
함평로(咸平路)는 금나라가 설치한 로중 하나로 지금의 톄링 시, 쓰핑 시 일대를 통치했다.

## 행정 구역

### 함평부
금나라 초에 함주로(咸州路)라고 칭했다가 1150년(천덕 8년), 요나라 동경도 동주의 속주로 있었던 함주(咸州)를 지금의 이름으로 승격시켰다. 안동군절도사(安東軍節度使)를 두었다. 후에 총관부로 승격시키고 요동로전운사(遼東路轉運司), 요동함평로제형사(東京咸平路提刑司)를 두었다. 56,404호가 거주하고 있었다. 8현을 두었다.
| 현명   | 한자   | 대략적 위치                             | 비고 |
| ------ | ------ | --------------------------------------- | --- |
| 평곽기 | 平郭埼 | 카이위안 시 동북                        | 1167년(대정 6년)에 설치되었다. 함평부의 중심지가 있던 곳이다.                                                                                           |
| 동산현 | 銅山縣 | 톄링 시 카이위안 시 서남 중고진(中固鎭) | 요나라의 동주가 있던 곳이다. 1189년(대정 29년)에 지금의 이름으로 바뀌었다. 남쪽에 자하(柴河), 북쪽에 청하(淸河), 서쪽에 요하가 있다.                    |
| 신흥현 | 新興縣 | 톄링 시 인저우 구                       | 요나라의 은주가 있던 곳이다. 범하(范河), 북쪽에 자하, 서쪽에 요하가 있다.                                                                               |
| 경운현 | 慶雲縣 | 선양시 캉핑 현 서남                     | 요나라 요주의 속주였던 기주(祺州)가 있던 곳이다. 요하가 있다.                                                                                           |
| 청안현 | 淸安縣 | 톄링 시 창투 현 서부 노성진(老城鎭)     | 요나라때 숙주가 있던 곳이다. |
| 영안현 | 榮安縣 |                                         | <독사방여기요>에 따르면 철령위 서북쪽 요하강변에 옛 터가 있다고 한다.                                                                                   |
| 귀인현 | 歸仁縣 | 톄링 시 창투 현 북                      | 요나라 통주가 있던 곳이다. 북쪽에 세하(細河)가 있다. |
| 옥산현 | 玉山縣 |                                         | 1198년(금 장종 승안 3년), .오속집(烏速集), 평곽(平郭), 임하(林河)의 사이 600여리의 땅을 개척하여 신설했다. 1214년(정우 2년)에 진안군이란 군명을 붙였다. |

### 한주(韓州)
하급주로 자사가 주의 민정을 맡았다. 요대의 한주 동평군이 있던곳으로 15,412호가 살았다. 2현을 두었다.
| 현명   | 한자   | 대략적 위치                       | 비고                            |
| ------ | ------ | --------------------------------- | ------------------------------- |
| 임진기 | 臨津倚 | 쓰핑 시 리수 현 북 편검성(偏脸城) |                                 |
| 유하현 | 柳河縣 |                                   | 구하(狗河)와 유하(柳河)가 있다, |